# SummerSlam (2014)
SummerSlam (2014) — двадцать седьмое в истории шоу SummerSlam, PPV-шоу производства американского рестлинг-промоушна WWE. Шоу состоялось 17 августа 2014 года в Лос-Анджелесе, Калифорния, США на арене «Стэйплс-центр».

## Создание
SummerSlam (2014) является pay-per-view-шоу промоушена WWE, главным шоу лета, в котором рестлеры участвуют в различных фьюдах и сюжетных линиях. Рестлеры олицетворяют собою злодеев или героев на ринге. Фьюды проходят таким путём, что сначала, на рядовых эпизодах, обстановка накаляется, а уже на самих праздниках рестлинга тот или иной фьюд как правило подходит к своему логическому завершению.
Билеты на это шоу поступили в продажу в середине марта 2014 года.
Официальный постер шоу был представлен в конце июля. На нём изображен Чемпион мира в тяжёлом весе WWE Джон Сина и его соперник на PPV SummerSlam Брок Леснар.
Шоу прошло на арене «Стэйплс-центр» в Лос-Анджелесе (штат Калифорния, США). Это было шестое PPV-шоу подряд, которое проходило на этой арене.

## Предыстория
На PPV Money in the Bank Джон Сина победил Рэнди Ортона, Романа Рейнса, Кейна, Сезаро, Альберто Дель Рио, Брэя Уайатта и Шеймуса и выиграл вакантный титул чемпион мира в тяжёлом весе WWE. На PPV Battleground Сина успешно сохранил свой титул от Ортона, Кейна и Рейнса. На Raw от 21 июля Пол Хейман объявил всем о каком-то плане «С», чем и стало возвращение в компанию Брока Леснара. Также Хейман предложил, что на PPV SummerSlam именно Брок Леснар должен биться с Джоном Синой за титул Чемпиона мира в тяжёлом весе WWE, на что главный операционный директор Игрок дал своё согласие.
На Raw от 30 июня своё возвращение совершил Крис Джерико. После этого вышла Семья Уайаттов, избила Джерико, а Брэй Уайатт провел ему Сестру Эбигейл. На PPV Batlleground Джерико победил Уайатта. На Raw от 21 июля Семейка вновь атаковала Криса. На Raw от 28 июля Игрок официально назначил матч Джерико и Уайатта на PPV SummerSlam. На SmackDown! от 1 августа Джерико победил Эрика Роуэна, что вылилось, как условие, в его запрет на возможное участие в поединке на PPV SummerSlam. На Raw от 4 августа Джерико победил Люка Харпера по дисквалификации из-за вмешательства Брэя Уайатта, в результате чего Харпер официально не будет находиться рядом с рингом на матче Криса Джерико и Брэя Уайатта на PPV SummerSlam.
На PPV Payback Бри Белла покинула WWE после того, как её мужу Дэниелу Брайну был предъявлен ультиматум со стороны основного владельца WWE Стефани Макмэн: либо он лишается титула Чемпиона мира в тяжёлом весе WWE, либо Бри Белла будет уволена. Бри решила покинуть WWE и перед уходом дала Стефани пощёчину. После этого инцидента Стефани Макмэн неоднократно ставила сестру-близнеца Бри Никки Беллу в матчи, которые неизменно заканчивались поражением и избиением Никки. На Raw от 21 июля Бри вернулась в WWE, присутствовая на Raw в качестве зрителя, чтобы поддержать свою сестру, но получила пощёчину от Стефани, которая подходила к рингу. Позднее на Raw, Стефани была арестована полицией за нападение на Бри и её избиение, поскольку Бри уже не находилась в ростере WWE. На Raw от 28 июля Бри вновь схлестнулась со Стефани и сказала, что она не откажется от обвинений до тех пор, пока Стефани не вернёт её обратно и не примет её вызов на матч на PPV SummerSlam. В итоге Стефани согласилась. На Raw от 11 Стефани пригласила Меган Миллер, физиотерапевта Дэниела Брайана, которая призналась, что у неё был роман со своим клиентом. Бри Белла в бешенстве ворвалась на ринг и ударила Меган, но затем была атакована Стефани. Позднее Бри была арестована полицией после того, как Стефани заявила, что Меган выдвинула обвинения против Беллы.
На PPV Battleground Русев победил Джека Сваггера по отсчёту. На Main Event от 22 июля Джек Сваггер победил Русева по дисквалификации после того, как тот ударил его флагом. На SmackDown! от 1 августа Джек Сваггер победил Сезаро. После поединка Лана вышла на рампу и предложила матч с флагами на PPV SummerSlam, на что Зеб Колтер и Сваггер согласились.
На PPV Battleground Эй Джей Ли победила Пэйдж в матче за титул Чемпионки Див. На Raw от 21 июля Пэйдж напала на Эй Джей и, тем самым, совершила хилл-тёрн. На Raw от 28 июля Эй Джей в ответ атаковала Пейдж. На SmackDown! от 1 августа после того, как Эй Джей победила Розу Мендес, выбежала Пейдж и столкнула Эй Джей на стальную рампу. 4 августа на официальном сайте WWE появилась информация, что на PPV SummerSlam состоится матч за титул Чемпионки Див между Пейдж и Эй Джей Ли.
На Raw от 21 июля Роман Рейнс напал на Рэнди Ортона во время того, когда Игрок принимал решение относительно соперника Джона Сины за титул Чемпиона мира в тяжёлом весе WWE на PPV SummerSlam. На Raw от 28 июля Ортон напал на Рейнса до начала его поединка с Кейном. На SmackDown! от 1 августа Ортон бросил вызов Рейнсу на PPV SummerSlam. 4 августа на официальном сайте WWE появилась информация, что на PPV SummerSlam состоится матч между Рэнди Ортоном и Романом Рейнсом.
На PPV Battleground Миз выиграл баттл-роял за вакантный титул Интерконтинентального чемпиона WWE, выкинув последним Дольфа Зигглера. На Raw от 21 июля Зигглер победил Миза. На Raw от 28 июля Дольф Зигглер и Братья Усо (Джимми и Джей) победили Миза и РайбАксель (Райбек и Кёртис Аксель). 4 августа на официальном сайте WWE появилась информация, что на PPV SummerSlam пройдёт матч между Мизом и Дольфом Зигглером за титул Интерконтинентального чемпиона WWE.
На PPV Battleground Сет Роллинс победил Дина Эмброуса из-за неявки противника, поскольку Игрок выгнал Эмброуса с арены после нападения на Роллинса перед матчем. На Raw от 4 августа Игрок объявил, что Эмброус и Роллинс померятся силами на PPV SummerSlam. Игрок также сообщил, что Эмброус и Роллинс встретятся с Альберто Дель Рио и Робом Ван Дамом, соответственно, в матчах "Beat the Clock", а победитель выберет условие для матча на PPV SummerSlam. Дин Эмброус победил Дель Рио за 15:42. Ван Дама в последнюю минуту заменил Хит Слейтер, который победил Роллинса, таким образом дав Эмброусу право выбора. На SmackDown! от 8 августа стало известно, что на PPV SummerSlam Эмброуз и Роллинс встретятся в матче с дровосеками.
16 августа на официальном сайте WWE появилась информация, что на PPV SummerSlam Kickoff состоится матч между Сезаро и Робом Ван Дамом.

## Матчи
| №                                | Матч                                                                | Тип матча                                                                    | Время |
| -------------------------------- | ------------------------------------------------------------------- | ---------------------------------------------------------------------------- | ----- |
| Kickoff                          | Роб Ван Дам победил Сезаро                                          | Одиночный матч                                                               | 08:05 |
| 1                                | Дольф Зигглер победил Миза (c)                                      | Одиночный матч за титул Интерконтинентального чемпиона WWE                   | 07:52 |
| 2                                | Пэйдж победила Эй Джей Ли (с)                                       | Одиночный матч за титул Чемпионки Див                                        | 04:57 |
| 3                                | Русев (с Ланой) победил Джека Сваггера (с Зебом Кольтером) нокаутом | Матч с флагами (англ. Flag match)                                            | 08:55 |
| 4                                | Сет Роллинс победил Дина Эмброуса                                   | Матч с дровосеками                                                           | 10:52 |
| 5                                | Брэй Уайатт победил Криса Джерико                                   | Одиночный матч Люк Харпер и Эрик Роуэн не имеют права находиться около ринга | 12:57 |
| 6                                | Стефани Макмэн победила Бри Беллу                                   | Одиночный матч                                                               | 10:16 |
| 7                                | Роман Рейнс победил Рэнди Ортона                                    | Одиночный матч                                                               | 16:17 |
| 8                                | Брок Леснар (с Полом Хейманом) победил Джона Сину (c)               | Одиночный матч за титул Чемпиона мира в тяжёлом весе WWE                     | 16:06 |
| (c) — чемпион на момент поединка |                                                                     |                                                                              |       |